# Herbert Mueller
Herbert Mueller (kinesiskt namn Mi Sung-lin), född 29 augusti 1885 i Gumbinnen i dåvarande Preussen (nuvarande Gusev i Ryssland), död 9 augusti 1966, Bonn, var en tysk sinolog, journalist och konsthandlare.
Han studerade juridik, ekonomi, etnologi, kinesiskt språk och lingvistik och doktorerade 1908 vid universitetet i Bonn med Wilhelm Grube som handledare. Han var sedan assistent till orientalisten Friedrich Wilhelm Karl Müller vid Berlins etnologiska museum under åren 1909-1912. Under denna tid fick han även utbildning i fältarkeologi av Carl Schuchhardt. Han genomförde en forsknings- och insamlingsresa genom Kina 1912-1913. 1924 åkte han till Peking som utrikeskorrespondent för Frankfurter Zeitung. 1934 flyttade han till den tyska nyhetsbyrån (Deutsches Nachrichtenbüro). Han har misstänkts för spioneri för såväl Ryssland som för nazisterna. Det har även hävdats att han skulle varit inblandad i mordet på den walesiska journalisten Gareth Jones 1935, en händelse som föregicks av att både Mueller och Jones blev kidnappade men Mueller, till skillnad från Jones, blev frigiven. Mueller fängslades tio år senare av de allierade 1945 och satt i Landsbergfängelset fram till 1950.
Herbert Mueller korresponderade med bland annat Johan Gunnar Andersson och Osvald Sirén. Dessa brev återfinns idag i Östasiatiska museets arkiv.